# 卢温胜
卢温胜，SBS（1947年—），男，汉族，福建石狮人，中华人民共和国企业家、政治人物，香港宝源珠宝有限公司董事长，第十一届全国政协委员。

## 生平
2008年，当选第十一届全国政协委员，代表特别邀请人士，分入第五十七组。